# Поронайск (порт)
Морско́й порт Порона́йск — российский морской порт на острове Сахалин, расположен в заливе Терпения Охотского моря, в городе Поронайске Сахалинской области.
Строительство морского порта было начато Японией в 1934 году. Навигация длится с конца апреля по конец ноября. Поронайск — рейдовый порт. Глубины у причалов 3 м. Хранение грузов в торговом порту осуществляется в крытом складе площадью 1,4 тыс. кв. м. и на открытых складских площадках общей площадью 4,1 тыс. кв. м. Основным грузом, который порт перерабатывает является круглый лес, часть отправляется на экспорт. Для местных нужд осуществляется перевалка минерально-строительных грузов и в небольшом количестве генеральных грузов. В порту могут быть перегружены грузы массой одного места не более 5 тонн. У торгового порта есть связь с железнодорожной сетью Сахалина. Он имеет также морское сообщение с портами и населенными пунктами острова.

### Реконструкция порта Поронайск
В 2015 году в порту Поронайск запущена программа по реконструкции, которая предусматривает три этапа реализации и должна быть завершена к 2025 году. В соответствии с Программой до конца 2017 года (первый этап) планируется модернизировать и реконструировать существующую инфраструктуру порта, а к 2018 году построить новый рыбный терминал, оснащенный самым современным технологическим оборудованием, складскими площадями на 20 тыс. м2 и пропускной способностью до 8 тыс. судозаходов в год. Также должны быть построены новые универсальный и бункеровочный причалы, модернизированы инженерные системы и коммуникации порта. В рамках второго этапа Программы предусматривается создание международного логистического центра с крытыми складскими помещениями и открытыми складами, судоремонтного центра и терминала для обработки сыпучих грузов. На третьем этапе Программы планируется построить нефтеналивной терминал и резервуарный парк для агрессивных химических веществ, чтобы обеспечить потребности компаний, работающих на шельфе острова. Инвестор проекта - ООО «Порт Поронайск» планируют вложить в развитие порта в течение ближайших 10 лет более 20 млрд рублей. В соответствии с задачами, определенными государственной программой по обеспечению населения рыбой и рыбопродуктами, проект развития морского порта Поронайск имеет для региона и всего Дальнего Востока России большое социально-экономическое значение. Его реализация позволит значительно облегчить достижение желаемых результатов областных программ «Доступная рыба» и «Рыбный аукцион», патронируемых губернатором Сахалинской области, и будет содействовать созданию условий для удобной и быстрой транспортировки сырья, хранения и переработки биоресурсов, добываемых в регионе. Кроме того, дальнейшее освоение шельфа Сахалина и Дальнего Востока России предполагает существенное увеличение количества морских нефтегазовых платформ. Обустройство месторождений, работа на морских платформах неразрывно связаны с береговой базой обеспечения. Порт Поронайск в ближайшей перспективе будет способен существенно нарастить портовые мощности и обеспечить заказчиков соответствующими услугами. Благодаря уникальному геоэкономическому расположению, после модернизации порт Поронайск станет одним из основных транспортных узлов Сахалина.